# Mulya Jaya (Nibung)
Mulya Jaya is een bestuurslaag in het regentschap Musi Rawas van de provincie Zuid-Sumatra, Indonesië. Mulya Jaya telt 1451 inwoners (volkstelling 2010).